# Itame epigenata
Itame epigenata är en fjärilsart som beskrevs av Barnes och Mcdunnough 1916. Itame epigenata ingår i släktet Itame och familjen mätare. Inga underarter finns listade i Catalogue of Life.